# Teodoro Metoquita
Teodoro Metoquita (em grego: Θεόδωρος Μετοχίτης; romaniz.: Theódoros Metochítes; 1270 - 13 de março de 1332) foi um estadista, escritor, filósofo e patrono das artes bizantino. Entre c. 1305 e 1328 foi o conselheiro pessoal (mesazonte) do imperador Andrônico II Paleólogo.

## Biografia
Metoquita nasceu em Niceia, filho do arquidiácono Jorge Metoquita, um fervoroso defensor da União das Igrejas decretada no Segundo Concílio de Lyon (1274). Após o Concílio de Blaquerna, seu pai foi condenado e exilado, e é possível que Metoquita tenha passado a sua adolescência num ambiente monástico na Bitínia, Ásia Menor. Ele se dedicou a estudar tanto autores seculares quanto religiosos. Quando Andrônico II visitou Niceia em 1290/1291, Metoquita impressionou-o de tal forma que foi imediatamente chamado à corte e transformado em logóteta dos rebanhos. Pouco mais de um ano depois, foi nomeado como senador. Além de seus deveres políticos (embaixador na Cilícia em 1295 e na Sérvia em 1299), Metoquita continuou a estudar e escrever. Em 1312/1313, começou a aprender astronomia com Manuel Briênio, se tornando professor de Nicéforo Gregoras. Ele se casou e teve cinco filhos e uma filha, Irene, que se tornaria a esposa do usurpador João Comneno Paleólogo.
A carreira de Metoquita chegou ao auge em 1321, quando, já um dos homens mais ricos de seu tempo, ele foi promovido a grande logóteta. Uma parte do dinheiro foi investido na restauração e decoração da Igreja de Chora, no noroeste de Constantinopla, onde o retrato de Metoquita (vide) ainda pode ser visto, num famoso mosaico no nártex da igreja, acima da entrada para a nave.
A sorte de Metoquita estava, porém, ligada à do imperador. Após alguns anos de uma intermitente guerra civil, Andrônico II foi derrubado em 1328 por seu próprio neto, Andrônico III Paleólogo, e Metoquita caiu com ele. Suas posses lhe foram retiradas e foi exilado para Demótica. Em 1330, conseguiu retornar à Constantinopla, se retirando ao mosteiro de Chora, onde morreu em 13 de março de 1332, com o nome monástico que adotara, Teolepto.

## Obras
As obras existentes de Metoquita são 20 poemas em hexâmero datílico, 18 orações (logoi), Comentários sobre as obras de Aristóteles sobre filosofia natural, uma introdução ao estudo da astronomia ptolemaica (Stoicheiosis astronomike) e 120 ensaios sobre vários assuntos, o Semeioseis gnomikai. Muitas delas ainda não foram publicadas.

### Edições
- Featherstone, J. M. 2000. Theodore Metochites’s Poems ‘To Himself’. Introdução, texto e tradução para o inglês. Vienna. ISBN 3-7001-2853-3. Revisado por Lazaris, S. 2002. "Jeffrey Michael Featherstone (Introdução, texto e tradução para o inglês), Theodore Metochites’s poems ‘to Himself’ [Byzantina vindobonensia, XXIII], Wien : Verlag der Österreichischen Akademie der Wissenschaften, 2000", Scriptorium 56 (2002), p. 328*-330* (em inglês)
- Hult, K. 2002. Theodore Metochites on Ancient Authors and Philosophy: Semeioseis gnomikai 1–26 & 71. Uma edição crítica com a introdução, tradição para o inglês, notas e índice. Com a contribuição de B. Bydén. Studia Graeca et Latina Gothoburgensia 65. Göteborg. ISBN 91-7346-434-1 (em inglês)
- Bydén, B. 2003. Theodore Metochites' Stoicheiosis astronomike and the study of natural philosophy and mathematics in early Palaiologan Byzantium. 2nd rev. ed. Acta Universitatis Gothoburgensis. Studia Graeca et Latina Gothoburgensia 66. Göteborg. ISBN 91-7346-459-7 (em grego)